# Pinetop Perkins
Joseph William "Joe Willie" Perkins (efter sin inspelning av "Pinetop’s Boogie Woogie" 1953 känd som "Pinetop" Perkins), född den 7 juli 1913 på en farm strax utanför Belzoni, Mississippi, död den 21 mars 2011 i Austin, Texas, var en amerikansk bluespianist.